# Shekhar Ravjiani
Shekhar Ravjiani es un artista indio, conocido por su trabajo como cantante, director musical, productor discográfico y actor. Desde 1999, ha formado parte del dúo de compositores y productores de Bollywood conocido como Vishal-Shekhar.

## Vida personal
Ravjiani nació en una familia de origen Kutchi. Actualmente reside en el sur de Mumbai con su esposa, Chhaya, y su hija, Bipasha.

## Carrera
Ravjiani inició su trayectoria en el mundo de la publicidad y luego participó en el programa Sa Re Ga Ma Pa tras una audición exitosa, lo que lo llevó a unirse al dúo Vishal-Shekhar. Juntos, produjeron numerosas canciones populares de Bollywood y también se desempeñaron como jueces en Sa Re Ga Ma Pa en 2007 y 2010. Ravjiani ha contribuido con su voz en éxitos como "Tujhe Bhula Diya", "Bin Tere" y "Meherbaan". Aunque el dúo se separó en 2012, continuaron colaborando en la composición musical, mientras que Ravjiani también trabajó en composiciones de fondo de manera independiente.

## Filmografía
| Año  | Título | Papel   | Idioma | Notas                                                     |
| ---- | ------ | ------- | ------ | --------------------------------------------------------- |
| 2016 | Neerja | Jaideep | hindi  | Nominado - Premios Stardust a la Superestrella del Mañana |

## Director musical (Vishal y Shekhar)
- Fighter (2024)
- Pathaan (2023)
- Vikram Vedha (2022)
- Jayeshbhai Jordaar (2022)
- Bob Biswas (2021)
- Chehre (2021)
- Baaghi 3 (2020)
- War (2019)
- Bharat (2019)
- Student of the Year 2 (2019)
- Naa Peru Surya (2018)
- Tiger Zinda Hai (2017)
- Befikre (2016)
- Banjo (2016)
- Akira (2016)
- Sultan (2016)
- Fan (2016)
- Happy New Year (2014)
- Bang Bang! (2014)
- Hasee Toh Phasee (2014)
- Gori Tere Pyaar Mein (2013)
- Chennai Express (2013)
- Balak Palak(Marathi) (2013)
- Student of the Year (2012)
- Shanghai (2012)
- Kahaani (2012)
- Arjun – The Warrior Prince (2012)
- The Dirty Picture (2011)
- Ra.One (2011)
- Rascals (2011)
- Bbuddah... Hoga Terra Baap (2011)
- Tees Maar Khan (2010)
- Break Ke Baad (2010)
- Anjaana Anjaani (2010)
- I Hate Luv Storys (2010)
- Aladin (2009)
- Dostana (2008)
- Bachna Ae Haseeno (2008)
- Chintakayala Ravi (2008) (Telugu)
- Tashan (2008)
- De Taali (2008)
- Bhoothnath (2008)
- Om Shanti Om (2007)
- Cash (2007)
- Ta Ra Rum Pum (2007)
- Honeymoon Travels Pvt. Ltd. (2007)
- I See You (2006)
- Golmaal (2006)
- Tathastu (2006)
- Taxi Number 9211 (2006)
- Zinda (2006)
- Bluffmaster (2005)
- Ek Ajnabee (2005)
- Salaam Namaste (2005)
- Dus (2005)
- Karam (2005)
- Home Delivery: Aapko... Ghar Tak (2005)
- Shabd (2005)
- Musafir (2004)
- Shukriya (2004)
- Popcorn Khao! Mast Ho Jao (2004)
- Shaadi Ka Laddoo (2004)
- Plan (2004)
- Waisa Bhi Hota Hai Part II (2003)
- Jhankaar Beats (2003)
- Supari (2003)
- Kaante (2002)
- Pyaar Mein Kabhi Kabhi (1999)

## Como letrista
- Anjaana Anjaani (2010) - "Aas Pas Khuda" y "Aas Pas Khuda (Reprise)" (en colaboración con Vishal Dadlani).
- Ra.One (2011) - "Chamak Chalo" y "Chamak Chalo (Internacional)" (con la participación de Vishal Dadlani y Niranjan Iyengar).

## Premios y nominaciones

### Premios Mirchi Music
| Año  | Categoría                                           | Recipiente                    | Resultado |
| ---- | --------------------------------------------------- | ----------------------------- | --------- |
| 2013 | Grabación de canciones/Ingeniería de sonido del año | "Titli" (de Chennai Express ) | Ganado    |

### Premios Filmfare
| Año                                 | Categoría                         | Recipiente                         | Resultado | Ref.  |
| ----------------------------------- | --------------------------------- | ---------------------------------- | --------- | ----- |
| 60ª edición de los premios Filmfare | Mejor cantante masculino de fondo | "Zehnaseeb" (de Hasee Toh Phasee ) | Nominado  | [ 2 ] |

### Premios Stardust
| Premio          | Categoría                | Recipiente | Resultado |
| --------------- | ------------------------ | ---------- | --------- |
| Stardust Awards | Superestrella del mañana | Neerja     | Nominado  |

## Televisión
| Año     | Título                                | Canal       | Co-jueces                                                      |
| ------- | ------------------------------------- | ----------- | -------------------------------------------------------------- |
| 2007    | Desafío Sa Re Ga Ma Pa 2007           | Zee TV      | Himesh Reshammiya, Ismail Darbar, Bappi Lahiri, Vishal Dadlani |
| 2008    | Jo Jeeta Wohi Superestrella           | Star Plus   | Vishal Dadlani, Farah Khan                                     |
| 2010    | Sa Re Ga Ma Pa Superestrella Cantante | Zee TV      | Vishal Dadlani, Sajid–Wajid, Daler Mehndi                      |
| 2013    | ídolo indio junior                    | Sony TV     | Vishal Dadlani, Shreya Ghoshal                                 |
| 2016-17 | Dil Hai indostaní                     | Star Plus   | Karan Johar, Shalmali Kholgade, Badshah                        |
| 2016    | La Voz India Niños                    | &TV         | Shaan, Neeti Mohan                                             |
| 2017    | Om Shanti Om                          | Star bharat | Kanika Kapoor, Sonakshi Sinha, Baba Ramdev                     |
| 2018    | Sa Re Ga Ma Pa 2018                   | Zee TV      | Wajid Khan, Sona Mohapatra / Richa Sharma                      |